# Crisely Pavón
Crisely Pavón (The Woodlands (Texas), Estados Unidos; 17 de enero de 2001) es una futbolista estadounidense que juega de mediocampista en el Club Atlético Belgrano de la Primera División.

## Trayectoria
Tuvo un inicio en el Texas Southern University donde compitió desde que era estudiante secundaria y en el Cardinals donde fue campeona en el 2022.  
El salto al futbol argentino fue en 2024, cuando el recientemente ascendido San Luis FC le brindó la posibilidad de integrar el plantel y ser futbolista profesional en el país. 
A mediados de 2025, Belgrano anunció su llegada a través de las redes sociales de cara a la nueva temporada. 

## Selección nacional
Pese a haber nacido en Estados Unidos, la suma de minutos en Belgrano le valieron para su primera convocatoria en la Selección Argentina.  
En esa doble fecha amistosa, la seleeción nacional se enfrentó a Canadá permitiendo a Crisely tener su debut en la albiceleste. 